# Buachet (huyện)
Buachet (tiếng Thái: บัวเชด) là một huyện (amphoe) ở phía đông nam của tỉnh Surin, đông bắc Thái Lan.

## Lịch sử
Tiểu huyện (king amphoe) Buachet đã được lập ngày 21 tháng 8 năm 1978 khi ba tambon, Buachet, Sadao, và Charat, được tách ra từ Sangkha. Ban đầu, văn phòng huyện đóng tại đồn cảnh sát khu vực. Đơn vị này đã được nâng cấp thành huyện ngày 27 tháng 7 năm 1984.

## Địa lý
Các huyện giáp ranh (từ phía tây theo chiều kim đồng hồ) là: Sangkha của tỉnh Surin, Khukhan, Phu Sing của tỉnh Sisaket, và Oddar Meancheay của Campuchia.

## Hành chính
Huyện này được chia thành 6 phó huyện (tambon), các đơn vị này lại được chia ra thành 67 làng (muban). Buachet là thị trấn (thesaban tambon) nằm trên một phần của the tambon Buachet. Có 6 Tổ chức hành chính tambon.
| STT. | Tên         | Tên Thái | Số làng | Dân số |  |
| ---- | ----------- | -------- | ------- | ------ |  |
| 1.   | Buachet     | บัวเชด    | 13      | 8.972  |  |
| 2.   | Sadao       | สะเดา    | 12      | 5.780  |  |
| 3.   | Charat      | จรัส      | 12      | 6.300  |  |
| 4.   | Ta Wang     | ตาวัง     | 10      | 5.878  |  |
| 5.   | A Phon      | อาโพน    | 10      | 6.365  |  |
| 6.   | Samphao Lun | สำเภาลูน  | 10      | 4.582  |  |